# Viroqua (thị trấn), Wisconsin
Viroqua là một thị trấn thuộc quận Vernon, tiểu bang Wisconsin, Hoa Kỳ. Năm 2010, dân số của thị trấn này là 1.684 người.